# Grandi speranze (miniserie televisiva 2023)
Grandi speranze (Great Expectations) è una miniserie televisiva anglo-statunitense diretta da Brady Hood e Samira Radsi e scritta da Steven Knight, basata sull'omonimo romanzo di Charles Dickens. Ha debuttato il 26 marzo 2023 su BBC One nel Regno Unito e negli Stati Uniti su FX on Hulu il giorno stesso. In Italia è stata interamente pubblicata su Disney+ il 28 giugno 2023.

## Puntate
| nº | Titolo originale | Titolo italiano         | Pubblicazione originale | Pubblicazione Italia |
| -- | ---------------- | ----------------------- | ----------------------- | -------------------- |
| 1  | Episode 1        | Il giovane Pip          | 26 marzo 2023           | 28 giugno 2023       |
| 2  | Episode 2        | Manette, ceppi e catene | 2 aprile 2023           | 28 giugno 2023       |
| 3  | Episode 3        | Le tre chiavi           | 9 aprile 2023           | 28 giugno 2023       |
| 4  | Episode 4        | L'incontro              | 16 aprile 2023          | 28 giugno 2023       |
| 5  | Episode 5        | Fatica e afflizione     | 23 aprile 2023          | 28 giugno 2023       |
| 6  | Episode 6        | Ritorno a Gravesand     | 30 aprile 2023          | 28 giugno 2023       |

## Personaggi e interpreti

### Principali
- Pip Gargery, interpretato da Tom Sweet (giovane) e da Fionn Whitehead (adulto), doppiato da Mattia Moresco (giovane) e da Federico Campaiola (adulto).
Ragazzo orfano che vive con sua sorella Sara, ambizioso e intelligente. Cresciuto per diventare un fabbro, a diciott'anni si trasferisce a Londra per vivere come un gentiluomo.
- Abel Magwitch, interpretato da Johnny Harris, doppiato da Dario Oppido.
Prigioniero in una nave prigione diretta in Australia. Una volta fuggito dalla nave, viene rifocillato da Pip e diventa il suo benefattore ma viene riarrestato e condotto in Australia.
- Compeyson, interpretato da Trystan Gravelle, doppiato da Christian Iansante.
Detenuto che fugge dalla nave dopo Magwitch. Una volta giunto in Australia cerca Magwitch per vendicarsi di lui per un crimine commesso anni prima.
- Joe Gargery, interpretato da Owen McDonnell, doppiato da Massimo De Ambrosis.
Fabbro e marito di Sara. Figura paterna di Pip, lo assume come suo garzone.
- Sara Gargery, interpretata da Hayley Squires, doppiata da Chiara Gioncardi.
Sorella maggiore di Pip e moglie di Joe. Cresce Pip dopo la morte dei loro genitori.
- Sig. Pumblechook, interpretato da Matt Berry, doppiato da Roberto Gammino.
Zio di Joe e commerciante di granoturco. Come primo contatto tra Pip a Miss Havisham, afferma di essere stato l'architetto originale delle aspettative di Pip.
- Miss Havisham, interpretata da Olivia Colman, doppiata da Francesca Fiorentini.
Benestante signora eccentrica che insegna a Pip come diventare un gentiluomo.
- Jaggers, interpretato da Ashley Thomas, doppiato da Andrea Mete.
Facoltoso avvocato di spicco londinese e tutore di Pip.
- Estella, interpretata da Chloe Lea (giovane) e da Shalom Brune-Franklin (adulta), doppiata da Sara Ciocca (giovane) e da Ludovica Bebi (adulta).
Figlia adottata da Miss Havisham bella e sagace viene cresciuta per spezzare il cuore degli uomini. Interesse amoroso di Pip e promessa sposa di Bentley.
- Biddy, interpretata da Bronte Carmichael (giovane) e da Laurie Ogden (adulta), doppiata da Ilaria Pellicone (giovane) e da Emma Grasso (adulta).
Amica di Pip e sua coetanea. Da adulta apre una scuola e lavora come insegnante.
- John Wemmick, interpretato da Rudi Dharmalingam, doppiato da Alessio Cigliano.
Assistente di Jaggers.
- Bentley Drummle, interpretato da Matthew Needham, doppiato da Emiliano Coltorti.
Commerciante di spezie che ha fatto fortuna con il commercio della noce moscata e promesso sposo di Estella. Grossolano e ottuso è ostile verso Pip e suo rivale.

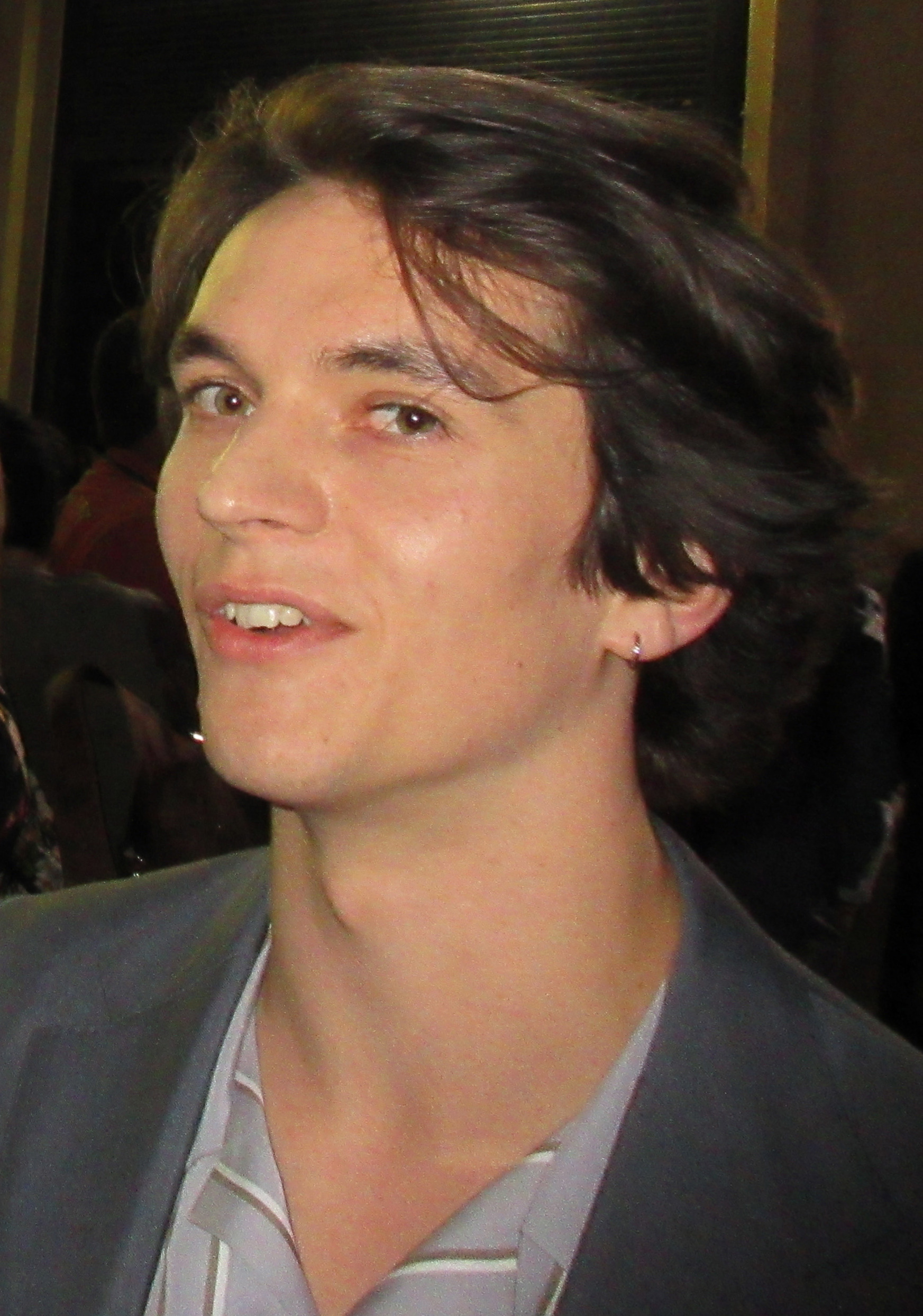
Fionn Whitehead
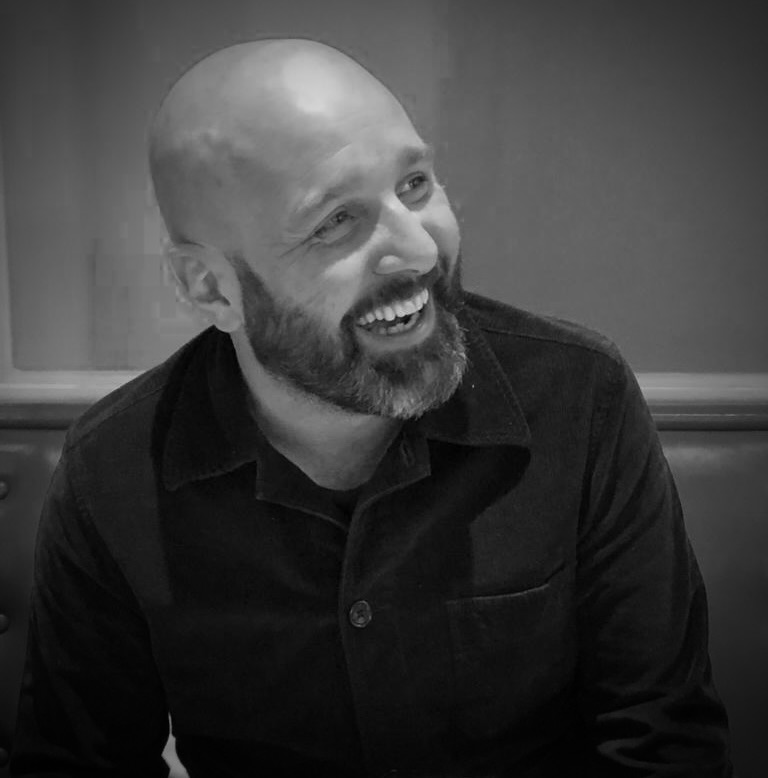
Johnny Harris
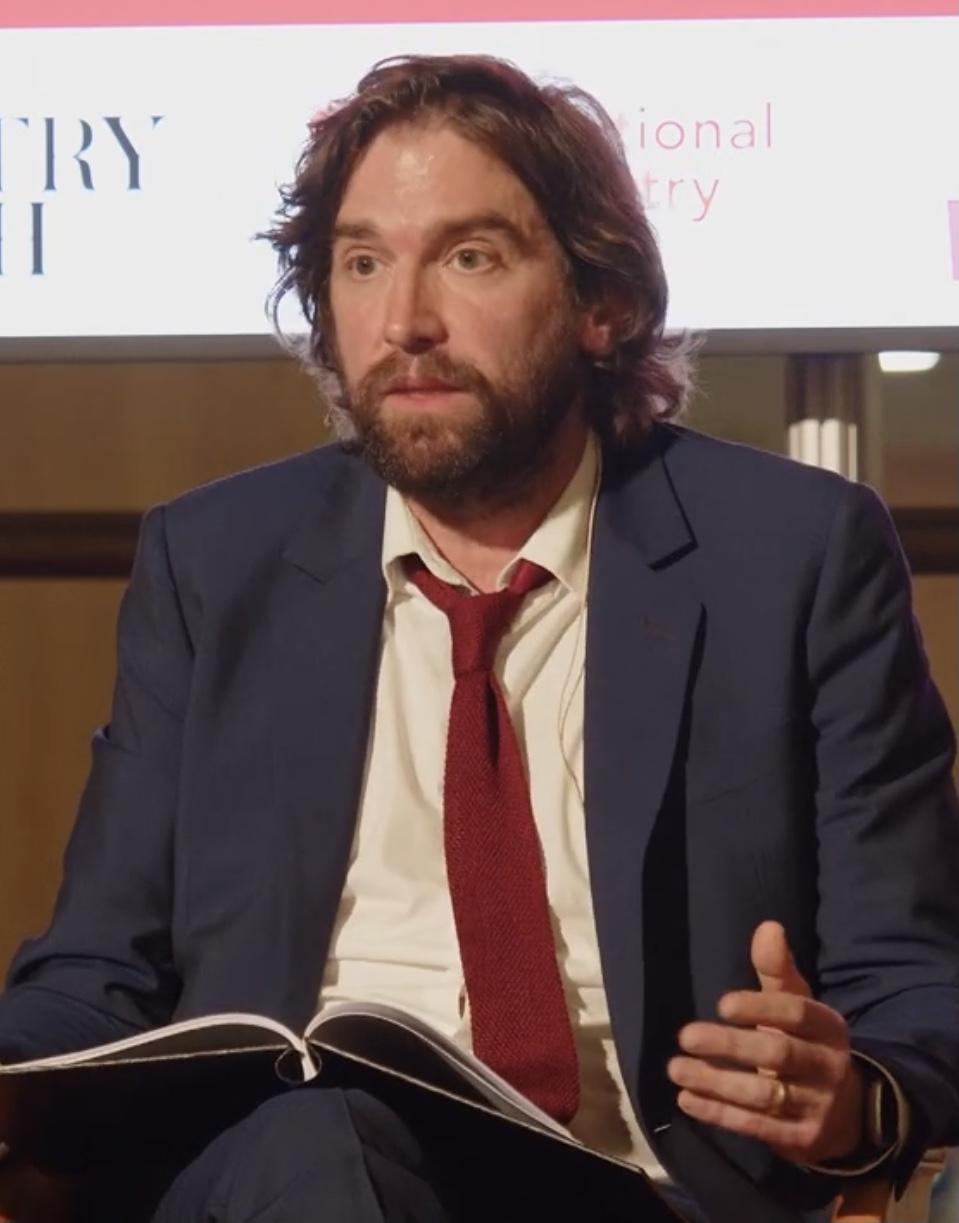
Owen McDonnell
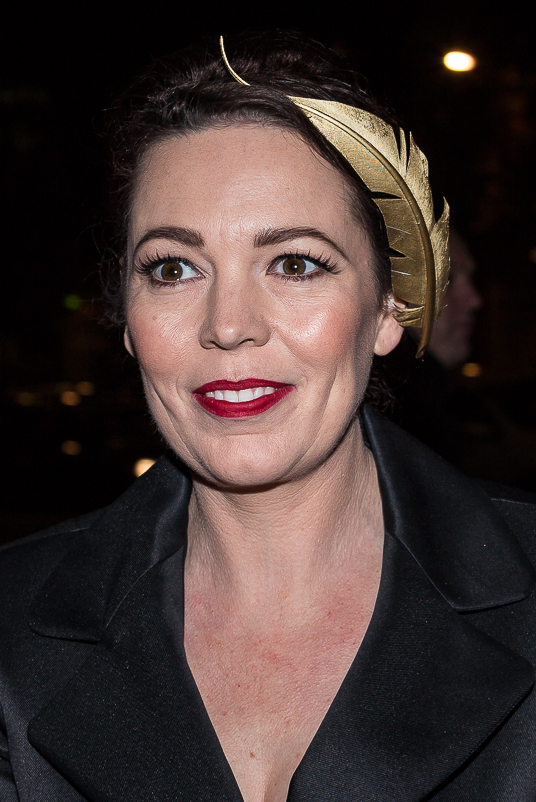
Olivia Colman
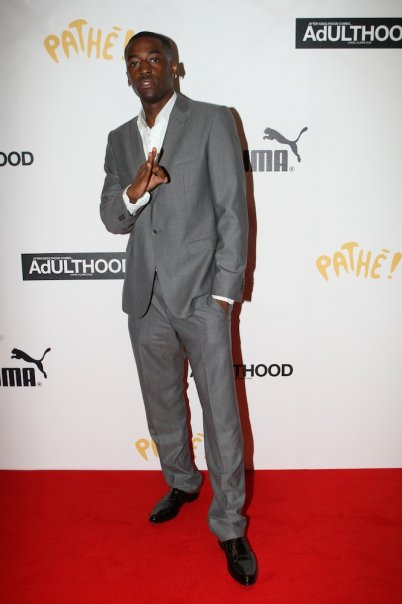
Ashley Thomas

### Ricorrenti
- Herbert Pocket, interpretato da Parth Thakerar, doppiato da Marco Barbato.
Amico di Pip che condivide la sua casa con lui a Londra.
- Molly, interpretata da Rhoda Ofori-Attah, doppiata da Valentina De Marchi.
Cameriera di Jaggers salvata dalla forca per aver commesso un omicidio.

## Produzione
Nel maggio 2020 Steven Knight ha annunciato che avrebbe sviluppato una miniserie televisiva adattamento del romanzo di Charles Dickens in collaborazione con BBC e FX.
Nel febbraio 2022, il cast della miniserie è stato annunciato, con Olivia Colman come Miss Havisham e Fionn Whitehead nel ruolo del protagonista Pip. Le riprese sono iniziate nel marzo 2022, con la lavorazione avvenuta a Buckler's Hard in Hampshire il 30 marzo seguente.

## Accoglienza

### Critica
Rotten Tomatoes riporta il 44% delle recensioni professionali positive, con un voto medio di 5,40 su 10 basato su 41 critiche. Il consenso critico del sito web indica: «Perfino con l'inestimabile Olivia Colman come intrusa, la rivisitazione di Steven Knight del capolavoro di Dickens crolla ben al di sotto delle aspettative.» Metacritic, invece, ha assegnato un punteggio di 52 su 100 basato su 17 recensioni, indicando "recensioni miste".